# Smoke + Mirrors
Pour les articles homonymes, voir Smoke and Mirrors (homonymie).
Albums de Imagine Dragons
Night Visions
(2012) Evolve
(2017)
Singles
1. I Bet My Life
Sortie : 27 octobre 2014
2. Gold
Sortie : 16 décembre 2014
3. Shots
Sortie : 26 janvier 2015

Smoke + Mirrors est le deuxième album studio du groupe de rock alternatif américain Imagine Dragons, sorti le 17 février 2015.

## Liste des pistes
Toutes les chansons sont écrites par Imagine Dragons (Ben McKee, Daniel Platzman, Dan Reynolds et Wayne Sermon), sauf indication contraire.
| 1.    | Shots                |                                                    |                              | 3:52 |
| 2.    | Gold                 | Alexander Grant, McKee, Platzman, Reynolds, Sermon | Alex da Kid, Imagine Dragons | 3:36 |
| 3.    | Smoke and Mirrors    |                                                    |                              | 4:20 |
| 4.    | I'm So Sorry         |                                                    |                              | 3:50 |
| 5.    | I Bet My Life        |                                                    |                              | 3:14 |
| 6.    | Polaroid             |                                                    |                              | 3:51 |
| 7.    | Friction             |                                                    |                              | 3:21 |
| 8.    | It Comes Back to You |                                                    |                              | 3:37 |
| 9.    | Dream                | Grant, McKee, Platzman, Reynolds, Sermon           | Alex da Kid, Imagine Dragons | 4:18 |
| 10.   | Trouble              |                                                    |                              | 3:12 |
| 11.   | Summer               |                                                    |                              | 3:38 |
| 12.   | Hopeless Opus        |                                                    |                              | 4:01 |
| 13.   | The Fall             |                                                    |                              | 6:05 |
| 50:55 |                      |                                                    |                              |      |

## Réception

### Réception critique
L'album a reçu des avis partagés de la part des différents critiques musicaux, avec une note de 60/100 sur Metacritic. Q a publié une critique positive de l'album, le qualifiant de « joyau du pop-rock moderne » et faisant remarquer une amélioration par rapport à leur premier album Night Visions. Entertainment Weekly a publié une critique positive, déclarant « le deuxième album du groupe met un terme à la braderie électronique, révélant les poids lourds du rock qu'ils sont sur scène ». Illinois Entertainer a publié une interview avec Reynolds le 2 février 2015, disant que l'album était « un effort solide et ambitieux dans le rock, avec de potentiels hits en abondance ». The Daily Telegraph a publié une critique très positive de l'album, le qualifiant de « tonitruant » et déclarant « Les chansons sont parsemées de belles idées infiltrant des chocs singuliers, de sons de la World Musique percutant des grooves R'n'B, de ruptures numériques bégayantes interrompant de solides rythmes. Les paroles et la prestation suggèrent qu'Imagine Dragons adhère à un vieil idéalisme du rock, mais que rien ne pourrait entraver leur accroche pétillante ».

## Certifications
| Pays              | Certification | Unités    |
| ----------------- | ------------- | --------- |
| États-Unis (RIAA) | 2 × Platine   | 2 000 000 |